# 奧本 (內布拉斯加州)
奧本（英語：Auburn）是一個位於美國內布拉斯加州尼馬哈縣的城市。根據2010年美國人口普查，該地共人口3460人，而該地的面積約為5.65平方千米。同時該地也是尼馬哈縣的縣治。

## 地理
奧本的座標為40°23′18″N 95°50′32″W / 40.38833°N 95.84222°W，而該地的平均海拔高度為300米（即984英尺）。